# Человек ли он?!
«Человек ли он?!» — повесть грузинского писателя Ильи Чавчавадзе, написанная в конце 1850-х — начале 1860-х гг. и рассказывающая о дворянине, чья жизнь полностью подчинена лени и чревоугодию. Одно из классических произведений грузинской реалистической литературы XIX века. Экранизирована в 1979 году. На русском языке известна в переводах Е. Гогоберидзе («И это человек?») и М. Бирюковой («Человек ли он?!»).

## Создание
Повесть впервые опубликована в журнале «Грузинский вестник», №№4—6 за 1863 год, под псевдонимом «М. Джимшеридзе». В 1869 году повесть публикуется отдельной книгой в Санкт-Петербурге в типографии Петербургской Академии наук.
В 1876 году Марий Броссе переводит повесть на французский язык, в 1891 году Тигран Фирумян переводит её на армянский язык (издан в 1898 году), в 1896 и 1897 годах в газете «Новое обозрение» публикуются отрывки из повести в русском переводе.
В 1892 году повесть вошла во второй том четырёхтомного собрания произведений Ильи Чавчавадзе.

## Сюжет
Эпиграфом к повести служит пословица «Друга брани в лицо, недруга за спиной».
Главные герои повести — князь Луарсаб Таткаридзе и его жена Дареджан, люди средних лет, оба полного сложения. Вначале описывается типичный день семейной пары и их жилище. Князь любит поздно вставать и подолгу лежать или спать днём; значительная часть его времени посвящена обсуждению меню и собственно приёму пищи. За хозяйством он не следит, не считая того, что время от времени покрикивает на своих крепостных. Строения в его усадьбе стоят вкривь и вкось, дом захламлён. Учения и умственной деятельности Луарсаб не признаёт, считая это лишней тратой времени, при этом он считает себя человеком, живущим праведно и не совершающим никаких серьёзных грехов. Дареджан чуть более активна и считает своим долгом присматривать за дворней, раздавая всем слугам подзатыльники и подгоняя их. Луарсаб и Дареджан нередко спорят, так как каждый хочет, чтобы именно его мнение оказалось решающим. По вечерам к ним иногда заходит Елисабет, жена брата Луарсаба, и рассказывает князю и княгине последние сплетни.
Далее рассказывается об истории женитьбы Луарсаба и Дареджан, которые живут вместе уже двадцать лет. В своё время Луарсаб решил жениться на дочери князя Мосэ Гдзеладзе, которую, впрочем, никогда не видел. Однако сам князь, а также нанятая им сваха обманули Луарсаба: брату Давиду, приехавшему к Гдзвеладзе, показали красивую девушку, которая не была дочерью князя. Во время венчания Давид, увидев подмену (Дареджан красотой не отличалась), пытался было устроить скандал, но был подкуплен князем. Обещанной крупной суммы в качестве приданого Гдзвеладзе Лурасабу также не дал. Тем не менее, за годы совместной жизни Луарсаб и Дареджан притерпелись друг к другу. Однако детей у них не было, хотя даже когда обоим исполнилось по сорок лет, они продолжали надеяться. Желание иметь наследника подстёгивалось со стороны Луарсаба ещё и тем, что его брат Давид, с которым он после свадьбы рассорился, намекал на то, что приберёт усадьбу Луарсаба к своим рукам. Луарсаб и Дареджан не раз обращались к гадальщицам и ездили в Телети поклониться иконе Богоматери, но ребёнок у них так и не появился. В результате Дареджан умерла от снадобий, которыми её потчевала старуха-знахарка. Через несколько лет от переедания форелями умер и Луарсаб — «так, как многие помирают между нами, ничего не прибавивши миру своею жизнью и ничего не отнявши смертью».
В предисловии и последней главе повести автор подчёркивает, что он пишет «не о частном лице, а о пороке всеобщем, общественном». Он говорит о том, что над его историей можно и смеяться, и плакать, но что сам он надеется, что в читателе «пробьются крылья желания сделаться лучше».

## Оценки
Саргис Цаишвили пишет о том, что в повести «Человек ли он?!» «с особой силой блеснул» многогранный художественный дар писателя. В этой повести «дана поистине эпическая картина жизни, характеры раскрываются уже с психологической глубиной как в социальном, так и в нравственном плане». Произведение показывает в гротескной форме, «до какого предела может опуститься сын человеческий… когда он существует бездумно, когда он бездеятелен и подчиняет дух плоти». Британский специалист по грузинской литературе Дональд Рейфилд, говоря о Чавчавадзе, отмечает, что тот сочетал «политику воскресения грузинского самосознания с собственной литературной гениальностью», а повесть «Человек ли он?!» указывает в качестве примера того, что «грузинская художественная проза… стала не только назидательной, но и достаточно хорошо написанной, чтобы отвлекать читателей от русского реализма, вдохновляющего новых грузинских писателей».
В советском литературоведении повесть Чавчавадзе рассматривалась как «основополагающее произведение грузинского критического реализма», в качестве одной из главных тем произведения отмечалось «сильнейшее отрицание института крепостного права». По мнению С. Г. Исакова, «в своей лучшей повести» Чавчавадзе изображает «паразитическую жизнь помещиков, лишённую каких-либо духовных интересов»: супружеская чета Таткаридзе — «типичное порождение крепостнической действительности, свидетельство того, что крепостное право уродует и самих помещиков».
Повесть «Человек ли он?!» нередко сравнивают с ранней повестью Николая Гоголя «Старосветские помещики» (1835). Так, Ирина Багратион-Мухранели пишет о том, что «в обоих произведениях читатель знакомится с супружескими парами, бездетными, престарелыми, находящимися в конце жизненного пути. Содержание их жизни чрезвычайно не разнообразно — они заботятся о том, что будет составлять их ближайшая трапеза». В обеих повестях «почти ничего не происходит, не только фабула, но и сюжет не развивается» и нет «психологии героев — внутренних монологов, „диалектики души“. Есть описание обыденной жизни». Ираклий Андроников отмечает, что «тут сходство скорее внешнее, ибо с безобидными старичками из гоголевского „Миргорода“, с лирическим тоном гоголевского повествования произведение Ильи Чавчавадзе имеет весьма мало общего». По его мнению, «праздные, невежественные, тупые, дошедшие в своем обжорстве до состояния животных, эти существа являют собою злейшую карикатуру на человечество. И если уж говорить о сходстве с Гоголем, то надо вспомнить „Мёртвые души“. Но еще ближе эта вещь к сатире зрелого Щедрина».

## Адаптации
В 1979 году режиссёрами Семёном Долидзе и Кети Долидзе на киностудии «Грузия-фильм» был снят художественный фильм «Человек ли он?».
Персонаж Луарсаб Таткаридзе и его жена Дареджан появляются в качестве одних из главных героев в фильме-притче Годердзи Чохели «Прикованные рыцари» 1999 года.
Спектакли по повести неоднократно ставились в грузинских театрах.